# Страж времени
«Страж времени» — австралийский фантастический кинофильм.

## Сюжет
В пятом тысячелетии нашей эры человечество окажется на грани вымирания, истребляемое роботами. Несколько уцелевших людей укрываются в «Городе» — конструкции, которая может перемещаться во времени. Они решают отступить в прошлое. Чтобы подготовить плацдарм для «Города» в нашем времени, гость из будущего Баллард прибывает в 1988 год.

## В ролях
- Том Бёрлинсон — Баллард
- Никки Когхилл — Анни
- Дин Стоквелл — Босс
- Кэрри Фишер — Петра
- Питер Меррилл  — Цурюк
- Тим Робертсон — сержант Маккарти
- Джим Холт — Рафферти
- Деймон Сандерс — Смит